# Другуска
Другуска или Другу́сна — река в России, протекает по Козельскому району Калужской области. Устье реки находится в 58 км по левому берегу реки Жиздра. Длина реки составляет 36 км, площадь водосборного бассейна — 183 км².
Протекает в Козельском районе, в том числе непосредственно в черте города Козельска.
Ширина в черте города Козельска — 5—7 метров, в районе устья — около 10 метров, глубина — от нескольких десятков сантиметров до примерно 2 метров.
Первоначально называлась Другусна, впоследствии добавился уничижительный суффикс (-ка). У коренных жителей города Козельска существует устное предание о том, что в одной из старинных русских летописей имеется запись, относящаяся к периоду татаро-монгольского нашествия и взятия города войсками Батыя, где в рассказе о погибших защитниках города о реке написано следующее: «<…> несёт она другу сна (имеется в виду погибший воин) свои тихие воды…». По преданию примерно с тех пор река носит это название.

## Данные водного реестра
По данным государственного водного реестра России относится к Окскому бассейновому округу, водохозяйственный участок реки — Ока от города Белёв до города Калуга, без рек Упа и Угра, речной подбассейн реки — бассейны притоков Оки до впадения Мокши. Речной бассейн реки — Ока.
Код водного объекта в государственном водном реестре — 09010100512110000020230.